# Sant Joan de la Muntanya de Pontons
Sant Joan de la Muntanya és una església al terme municipal de Pontons (l'Alt Penedès) inclosa a l'Inventari del Patrimoni Arquitectònic de Catalunya. La capella de Sant Joan de la Muntanya és a la riba dreta de la riera de Pontons, a 720 d'altitud. És un edifici d'una sola nau amb absis semicircular, arcs cecs i bandes llombardes. La coberta és a dues vessants. Té contraforts. La porta d'accés es troba a un dels murs laterals. La volta, derruïda, ha estat substituïda per encavallades de fusta. Hi ha arcs formers i torals i un arc triomfal que separa l'absis de la nau. El material bàsic de la construcció és la pedra.
La capella romànica de Sant Joan fou edificada com a església del Castell Nou de Pontons per Guillem Bernat d'Òdena i la seva muller, Ermengarda, i consagrada el 1075 pel Bisbe de Barcelona Umbert de Cervelló. El 1138 fou donada per Ramon Guillem d'Òdena a l'orde de l'Hospital. A partir del 1271 el monestir de Santes Creus en posseí el domini total i la jurisdicció. El 1968 l'església va ser restaurada: durant aquestes obres s'hi descobrí l'ara antiga de l'altar i un reliquiari de fusta que contenia un pergamí amb la data de consagració de la primitiva església, el 1075. D'aquesta construcció només se'n conserva la capçalera. La resta de la nau fou modificada posteriorment.